# Geef mij je lach
Geef mij je lach is het vijfde album van de Volendamse zanger Jan Keizer.
Het album werd uitgebracht op 29 oktober 2007 en bevat Nederlandstalige nummers geschreven door tekstschrijvers als Robert Long, Henk Westbroek en Guus Meeuwis. Samen met Jaap Kwakman van de 3js wordt deze cd gerealiseerd. De titelsong wordt gezongen samen met Keizers dochter Nelly. Op dit album staat ook het nummer Zij is niet meer, dat Keizer heeft geschreven naar aanleiding van de dood van Frédérique Huydts.

## Hitverloop
Op vrijdag 2 november stond het album op positie 20 in de midweek van de Album Top 100.

## Tracklist
1. Geef mij je lach(met Nelly Keizer);
2. Dans je de laatste dans met mij;
3. Dit moet liefde zijn;
4. Zie ik jou, dan is het zomer;
5. I did it my way;
6. Rock & roll;
7. Sensationeel;
8. De lage landen;
9. Volendam;
10. Op eigen krachten;
11. Ik zong een liefdeslied;
12. Gouden last;
13. Zij is niet meer.